# Технический регламент Формулы-1

## Основные характеристики болидов
Характеристики болида определяются техническим регламентом, за соблюдением которого следят стюарды Международной федерации автоспорта.

### Шасси
Болид Формулы-1 представляет собой углепластиковый монокок с четырьмя расположенными вне корпуса колёсами, из которых задние два являются ведущими. Ранее допускалось использование 6 колёс. Пилот располагается в тесном кокпите в передней части болида и управляет им с помощью руля, педалей тормоза и газа.
Ширина автомобиля в целом не может превышать 200 см.
Максимальная высота шасси — 525 мм.
В 2015 году, минимальный вес болида с Halo и без топлива — 733 кг.
Весовая нагрузка на передние и задние колёса не может быть меньше 333 и 393 килограммов соответственно.
Формула-1 не является самой быстрой автогоночной серией с точки зрения максимальной зафиксированной скорости: она составляет 372,54 км/ч и была достигнута на Гран-при Мексики 2016 года Валттери Боттасом. При этом основным достоинством Формулы-1 являются исключительно эффективные показатели ускорения, а также аэродинамика и тормозная система автомобилей, в совокупности позволяющие автомобилям проходить повороты на высокой скорости, и именно за счёт этого достигать рекордного[уточнить] времени прохождения кольцевых трасс.
Тормозные усилители и антиблокировочная тормозная система запрещены.
Начиная с 2014 года используется система «brake-by-wire», автоматически распределяющая тормозное усилие на задних колёсах между тормозными дисками и системами рекуперации энергии.

### Двигатель

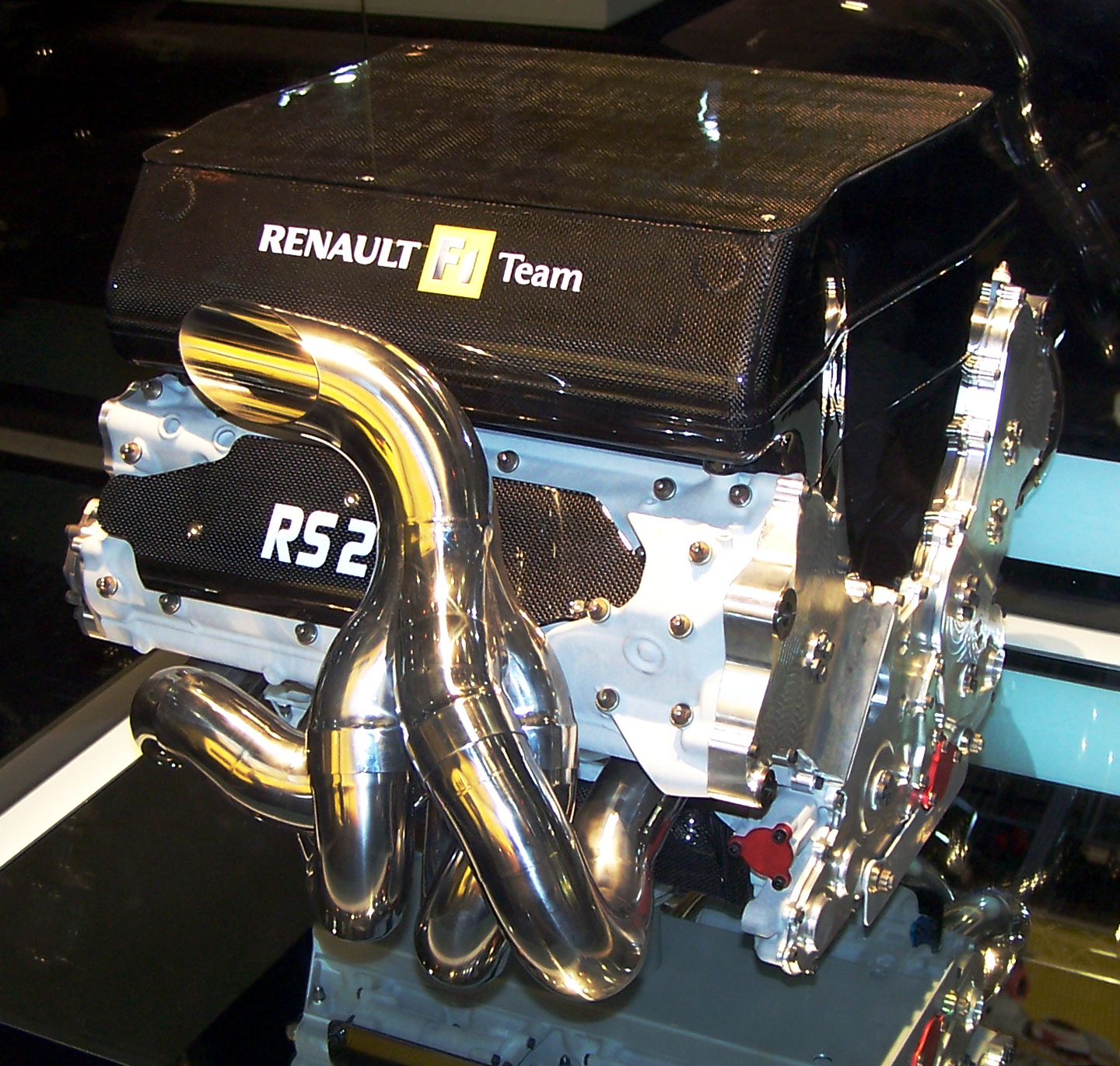
Двигатель Renault RS27 2007 года

В Формуле-1 используются четырёхтактные V-образные 6-цилиндровые двигатели с турбонаддувом с углом развала цилиндров 90°[уточнить]. Объём двигателя не должен превышать 1,6 литра.
В период с 2006 по 2014 годы использовались атмосферные двигатели V8, объёмом 2,4 литра.
Однако поскольку переход на 8-цилиндровые двигатели произошёл довольно неожиданно[уточнить] и был сопряжён с большими затратами, в 2006 году малобюджетным командам было позволено использовать 10-цилиндровые моторы объёмом до 3,0 литров с ограничением оборотов и диаметра воздухозаборника.
Системы предварительного охлаждения воздуха запрещены. Также запрещено подавать в двигатель что-либо, кроме воздушно-бензиновой смеси. Впуск и выпуск изменяемой геометрии также запрещены. Каждый цилиндр может иметь только одну форсунку для впрыска топлива и только одну свечу зажигания. Также обороты двигателя ограничены до 18 000 в минуту.
Блок цилиндров и картер двигателя должны быть выполнены из сплавов алюминия. Коленвал и распредвалы должны быть сделаны из стали или чугуна. Толкатели клапанов должны быть выполнены из сплавов алюминия, а сами клапаны — из сплавов на основе железа, никеля, кобальта или титана. Использование карбона и других композитных материалов при производстве блока цилиндров, головки блока и клапанов запрещено.
Для запуска двигателя на пит-лейн и на стартовой решётке используется внешний стартёр (отдельное переносное устройство, не устанавливаемое на машину).
С сезона 2014 года (с переходом на турбированные силовые установки) максимальное число оборотов снижено с 18 000 до 15 000 об/мин. Кроме того, установлены ограничения на потребление топлива — не более 100 килограммов за гонку и не более 100 килограммов в час.
Для увеличения громкости звука новых моторов в конфигурации выхлопной системы с 2016 года появляются отдельные трубы для потока отработанных газов, направляемых через перепускной клапан турбины; когда клапан закрыт, звук примерно на 14% громче[уточнить], чем без этого клапана, когда открыт — примерно на 20—25%[уточнить].

### Безопасность
В Формуле-1 огромное внимание уделяется безопасности пилотов. Ни один болид не сможет выйти на старт гонки, если он не пройдёт всех необходимых проверок, в частности крэш-тестов.
Особенно остро вопрос безопасности встал после трагической гибели Айртона Сенны в 1994 году, приведя к такому прогрессу в данном аспекте, что в современной Формуле-1 гонщик, как правило, не получает серьёзных повреждений даже при лобовом столкновении на довольно высокой скорости.
Для предохранения пилота при ударах сзади и переворотах, позади кокпита расположена дуга безопасности. Также регламентировано, что в любой ситуации пилот должен иметь возможность покинуть болид не более чем за 7 секунд, для чего ему нужно лишь расстегнуть ремни безопасности и снять руль.
C 2016 года используются миниатюрные скоростные видеокамеры, фиксирующие движения головы пилота в случае аварии. Записи с камер должны анализироваться FIA, что поможет при разработке новых систем защиты.
В 2018 году была введена система дополнительной защиты головы Halo, которая должна выдерживать кратковременную нагрузку в 125 кН. Система изготовлена из титанового сплава Ti6Al4V, вес системы — 7 кг. Система вначале подверглась критике со стороны команд и пилотов, так как она портила внешний вид машины и ограничивала обзор, но затем она зарекомендовала себя в нескольких авариях, исходом которых без этой системы могли быть серьёзные травмы для гонщиков.

### Электроника
Как и любой продукт высоких технологий, автомобиль Формулы-1 наполнен электроникой, помогающей достичь наилучших результатов в гонке. Вся электронная начинка болида инспектируется FIA перед сезоном и не может меняться в течение него.
Хотя некоторые узлы болида имеют электронные составляющие, запрещены системы, явно помогающие управлять болидом (например системы контроля старта или телеметрия с обратной связью). В последнее время наблюдается тенденция к снижению количества электроники в болидах, что повышает роль гонщика в управлении машиной. В сезоне 2008 была запрещена антипробуксовочная система, что вызвало трудности у пилотов в прохождении поворотов и болидом стало управлять труднее.
С болида Формулы-1 непрерывно передаётся телеметрия — информация о состоянии и поведении машины. За телеметрией следит персонал команды. Обратная связь запрещена, то есть управлять болидом из боксов нельзя, однако инженеры команды посредством радиопереговоров могут подсказать пилоту в какое положение следует установить переключатели на руле.

### Шины

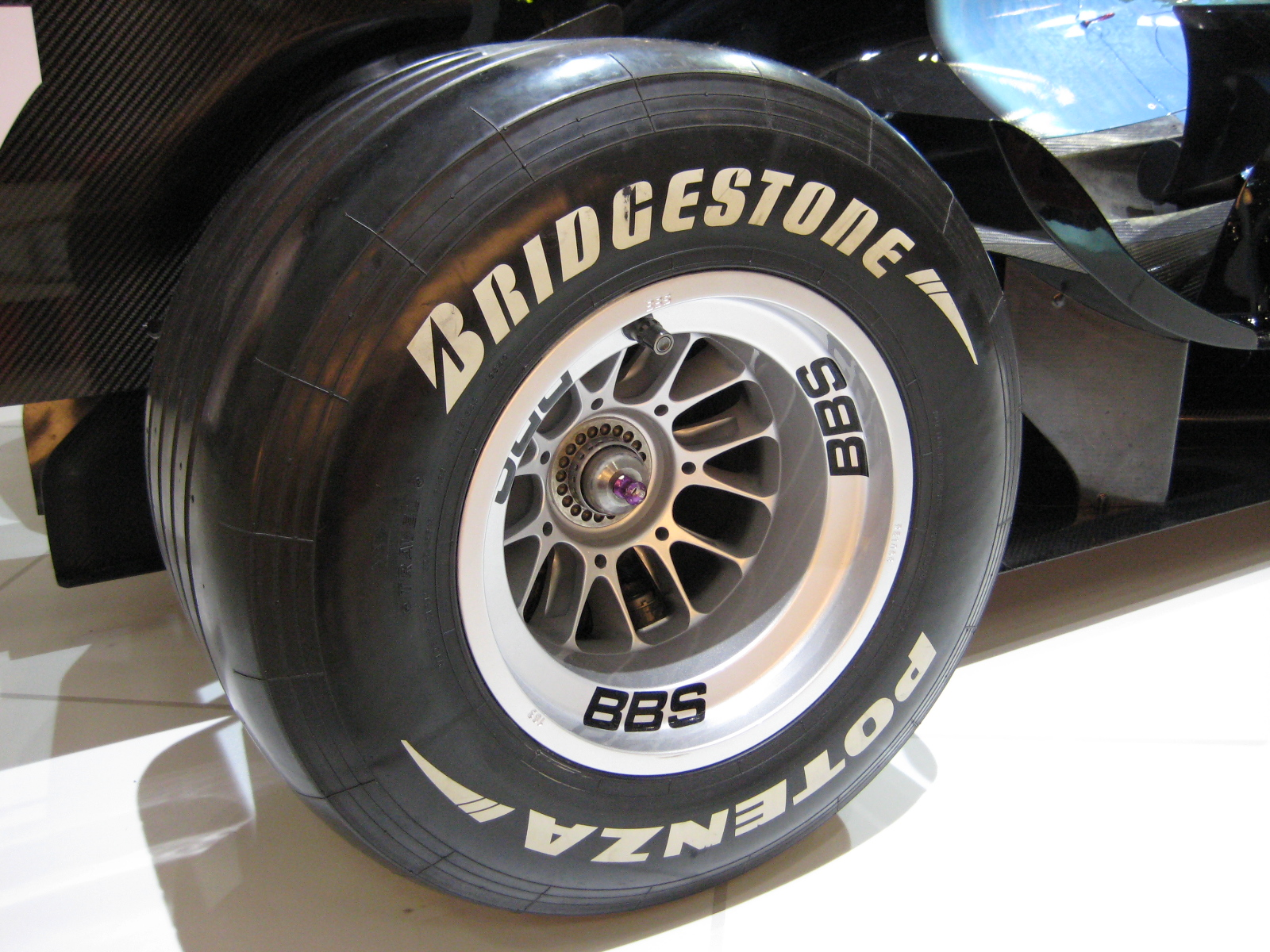
Шина Bridgestone на болиде Honda RA107

Шины имеют в Формуле-1 огромное значение. Подобрать правильный состав, наиболее подходящий для трассы, погоды и болида, является довольно сложной задачей. Команды тратят для этого большу́ю часть времени на тестах и свободных заездах. В отличие от дорожных автомобилей, шины для болидов Формулы-1 не рассчитаны на долговечность (один комплект рассчитан не более, чем на 200 км), ключевыми свойствами являются прочность, малый вес и сцепление с трассой.
Основные составляющие шин — резина, нейлон и полиэфир. Для изменения жёсткости резины регулируются пропорции добавляемых в неё компонентов: углерода, серы и нефти. Чем мягче резина, тем выше её сцепление с асфальтом, но тем быстрее она изнашивается.
Используются 3 вида шин: слики — для сухой трассы, микст («промежуточная резина») — для слегка влажной, и дождевая резина — для мокрой. Дождь является скорее исключением для Формулы-1, поэтому чаще всего используются шины для сухой трассы. Псевдослики представляют собой шины с 4 канавками, параллельными колесу. Они были введены вместо сликов в Формуле-1 в 1998 году в целях снижения скоростей путём уменьшения сцепления с трассой.
В 2005 году правила ужесточили требования к износостойкости; это было достигнуто путём ограничения одного комплекта шин на один гоночный уик-энд. В 2006 году это правило было отменено. В 2007 году в связи с тем, что компания Bridgestone стала единственным поставщиком шин, установлены новые правила: теперь команда получает два типа резины на Гран-при, четыре комплекта на одного гонщика в пятницу и десять — на остаток Гран-при. Каждый пилот должен использовать оба типа резины во время гонки (если хотя бы 1 круг гонщик проезжает на дождевом или промежуточном комплекте резины, то все ограничения снимаются). Мягкий тип резины отмечен зелёной полосой.
С 2009 года сделали переход с псевдосликов на слики.
С 2011 года шины поставляет компания Pirelli. В 2011 году Pirelli использовала следующую маркировку составов:
- Тёмно-серый — жёсткие
- Серебристый — средние
- Жёлтый — мягкие
- Красный — супермягкие
- Синий — промежуточные
- Оранжевый — дождевые

В 2012 году производитель заменил цвета, обозначающие промежуточную резину, на зелёный, а дождевую — на синий.
С 2013 года жёсткие шины обозначаются оранжевым цветом.
В 2016 году введён новый тип сликов — ультрамягкий, маркируемый фиолетовым цветом.
В 2017 году произошло увеличение ширины шин: с 245 мм до 305 мм для передних, а также с 325 мм до 405 мм для задних. Расцветка и состав резины на сезон 2017 года следующие:
- Фиолетовый — Ultrasoft (ультрамягкие)
- Красный — Supersoft (супермягкие)
- Жёлтый — Soft (мягкие)
- Серый — Medium (средние)
- Оранжевый — Hard (твёрдые)
- Зелёный — Intermediate (промежуточные)
- Синий — Wet (дождевые)

В 2018 году добавлено 2 новых состава: HyperSoft, маркируемый розовым цветом, и SuperHard, маркируемый оранжевым цветом, который, как предполагалось, вряд ли будет использоваться в этом сезоне. Все составы скорректировали на одну ступень: составы с теми же названиями, что и в 2017 году, стали мягче. Также маркировка твёрдых шин была изменена с оранжевой на голубую. Расцветка на сезон 2018 года:
- Розовый — HyperSoft (гипермягкие)
- Фиолетовый — UltraSoft (ультрамягкие)
- Красный — SuperSoft (супермягкие)
- Жёлтый — Soft (мягкие)
- Белый — Medium (средние)
- Голубой — Hard (твёрдые)
- Оранжевый — SuperHard (супертвердые)
- Зелёный — Intermediate (промежуточные)
- Синий — Wet (дождевые)

С 2019 года применяется только три маркировки резины для сухой трассы, вне зависимости от типа выбранных на гонку составов резины (из 7 возможных): наиболее мягкий — Soft (красный); средний — Medium (жёлтый); наиболее жёсткий — Hard (белый).
В 2020 году Pirelli представила 5 составов шин (англ. compound), от C1 до C5, где C1 — самый жёсткий тип, а C5 — самый мягкий. На каждый Гран-при, по договорённости с FIA, Pirelli определяло три последовательных типа шин, которые соответственно маркировались как Hard, Medium и Soft. Самые жёсткие составы (C1—C3) в сезоне-2020 использовались на Гран-при Великобритании, Испании, Тосканы, Португалии и Турции, а самые мягкие (C3—C5) — на Гран-при России и Абу-Даби. В 2022 году на Гран-при Австралии Pirelli впервые предоставила непоследовательный набор шин: C2, C3 и C5. С 2023 года добавлен состав C0[уточнить].

## Система рекуперации энергии (ERS)
Система рекуперации энергии (англ. energy recovery system (ERS)) состоит из подсистем рекуперации кинетической и тепловой энергии. Энергия, запасаемая на торможениях, может быть вторично использована мотор-генератором MGU-K. Вторая система аккумулирует энергию выхлопных газов, которые используются в турбине при помощи тепловых генераторов MGU-H. На протяжении 33 секунд на круге система ERS позволит высвободить дополнительную суммарную мощность в 163 л.с.[когда?]

## Регулируемое заднее антикрыло (DRS)
Регулируемое заднее антикрыло (англ. drag reduction system (DRS)) — деталь автомобиля Формулы-1 с 2011 года, позволяющая путём изменения угла атаки плоскости заднего антикрыла уменьшать действующую на болид силу лобового сопротивления и, тем самым, достигать большей скорости на прямых.
На использование системы DRS налагается ряд ограничений. Так, активировать DRS в гонке разрешается только на заранее определённой FIA части трассы (англ. DRS zone) и только в случае, если временной интервал между ведущим и догоняющим болидами в момент прохождения контрольной точки (англ. DRS detection point), расположенной на некотором расстоянии перед зоной DRS, составляет не более 1 секунды.
На различных трассах может быть разное количество зон DRS: одна зона DRS (как например, в Монако: там это стартовая прямая), две зоны DRS с одной контрольной точкой (например, Хунгароринг) или двумя контрольными точками (например, Марина-Бей), или даже больше чем 2 зоны DRS.
Разрешение на использование системы DRS даёт дирекция гонки, и она может запретить её использование в случае ухудшения условий заезда (например, дождь или сильный боковой ветер).
Система DRS становится активной при следующих условиях:
- с момента старта гонки болиды проехали два полных круга[уточнить]
- при появлении машины безопасности, после рестарта гонки лидер должен проехать два полных круга[уточнить]

Крыло открывается при нажатии соответствующей кнопки на руле и закрывается при нажатии на педаль тормоза, или же автоматически после проезда точки окончания зоны DRS.